# Besprechungseinrichtung
Unter Besprechungseinrichtung versteht man denjenigen Teil eines Funkgerätes, der der Aufnahme der Sprache dient. Dies kann ein fest integriertes Mikrofon sein (vor allem bei Handfunkgeräten), ein Richtmikrofon oder eine Sprechgarnitur (vor allem in Einsatzleitwagen und Leitstellen) oder ein Handapparat (vor allem bei Einsatzfahrzeugen, aber auch bei Handsprechfunkgeräten) sein.